# 卡雷尔·萨德斯维图本机场
卡雷尔·萨德斯维图本机场是座位于印度尼西亚马鲁古省东南马鲁古县小卡伊岛的机场，用以替代原先的杜马图本机场，主要服务城市图阿尔和朗古尔。
机场于2006年开工建设，经过多次延迟，于2013年竣工。2014年12月19日星期五，前印尼交通部长伊格纳西斯·乔南为机场主持开幕仪式，与印尼新建成的10个机场和20个港口一同举行启用典礼。机场于2014年2月24日就已启用，第一架在此降落的飞机是特里嘎纳航空的航班。
机场最初跑道长宽为1,650 m x 30 m，能供波音737、福克100、空客A320等机型起降。2015年时跑道增长至2,100米，同年又增长至2,350米。机场有208 m x 132 m 的停机坪和一条单独的、面积125 m x 23 m的滑行道。在地面服务方面，机场有一座3,694㎡的候机楼，包含876㎡的出发休息室和1,079㎡的到达休息室。

## 机场设施
机场海拔24（79英尺），有一条方向13/31、沥青铺装、2,350 m x 45 m (7710 ft × 148 ft)的跑道。

## 航空公司和目的地
| 航空公司       | 目的地                    |
| -------------- | ------------------------- |
| 航星航空       | 拉腊特（Larat）、萨温拉基 |
| 特里嘎纳航空   | 安汶、多波、萨温拉基      |
| 风翼航空       | 安汶                      |
| 加鲁达印尼航空 | 安汶                      |

## 资料来源
1. ↑  . Direktorat Pehubungan Udara, Kementerian Perhubungan Republik Indonesia.   [31 Dec 2014]. （原始内容存档于2019-07-24）.
2. ↑  "Jonan Resmikan 10 Bandara dan 20 Pelabuhan " （页面存档备份，存于） "Website finance.detik.com"
3. ↑  Bandara-karelsadsuitubun. .   [20 October 2016]. （原始内容存档于2019-07-24）.
4. ↑  .   [20 October 2016]. （原始内容存档于2019-10-29）.